# The Defense
The Defense is een single van de Amerikaanse punkband Bad Religion. Het is het elfde nummer van het twaalfde studioalbum van de band, The Process of Belief. De tekst is afkomstig van Brett Gurewitz, waarmee dit de derde single is die hij in 2002 heeft geschreven.
Het nummer zelf heeft nooit een hitlijst gehaald, het album is in 2002 tot dertiende beste punkalbum gekozen. The Defense is na het oorspronkelijke album The Process of Belief niet op een album uitgebracht.

## Samenstelling
- Greg Graffin - zang
- Brett Gurewitz - gitaar
- Brian Baker - gitaar
- Greg Hetson - gitaar
- Jay Bentley - basgitaar